# Gonzalo Sorondo
Gonzalo Sorondo Amaro (født 9. oktober 1979 i Montevideo, Uruguay) er en uruguayansk tidligere fodboldspiller (midterforsvarer).
Sorondo spillede gennem sin karriere 27 kampe og scorede ét mål for Uruguays landshold. Han debuterede for holdet 15. august 2000 i en VM-kvalifikationskamp på udebane mod Colombia. Han var en del af den uruguayanske trup til VM 2002 i Sydkorea/Japan, og spillede alle holdets tre kampe i turneringen, der endte med exit efter det indledende gruppespil.
På klubplan spillede Sorondo blandt andet af flere omgange for Defensor Sporting i hjemlandet, for Crystal Palace og Charlton i England samt for argentinske Internacional.